# Dwight Gayle
Dwight Devon Boyd Gayle (født 17. oktober 1989) er en engelsk professionel fodboldspiller, som spiller for EFL Championship-klubben Stoke City.

## Klubkarriere

### Tidlige karriere
Gayle havde tidligere været del af Arsenals akademi, men var blevet fristillet som 12 årig fordi han var for lille. Over de næste år begyndte han at arbejde med at lægge tæpper, imens at han spillede på semi-professionelle lokalklubber.

### Dagenham & Redbridge
Gayle opnåede sin første professionelle kontrakt i 2011, da han skiftede til League Two-holdet Dagenham & Redbridge. Han blev med det samme udlejet til Bishop's Stortford F.C. i den sjettebedste række. Efter at have vendt tilbage fra leje, fik Gayle sin chance på førsteholdet, og han spillede sin første professionelle kamp i august 2012.

### Peterborough United
Gayle skiftede i november 2012 til Peterborough United på en lejeaftale med en købsoption. Efter en imponerende halvsæson med klubben, blev optionen taget, og han skiftet til klubben på en fast aftale i januar 2013.

### Crystal Palace
Gayle skiftede i juli 2013 til Premier League-klubben Crystal Palace, og havde som resultat gået fra semi-professionel fodbold til den øverste række på et år. Han fik en central rolle i mesterskabskampen i 2013-14 sæsonen, da han scorede to mål i de sidste 10 minutter af en kamp imod Liverpool den 5. maj 2014, som betød at Liverpool ikke kunne vinde mesterskabet.
Gayle scorede sit første hattrick for Palace den 26. august 2014 i en League Cup-kamp imod Walsall.

### Newcastle United
Gayle skiftede i juli 2016 til Newcastle United, som havde rykket ned til EFL Championship i den forrige sæson. Han imponerede i sin debutsæson, da han scorede 23 sæsonmål, hvilke var godt nok til en delt andenplads på topscorerlisten.

#### Leje til West Brom
Efter at have mistet sin plads på holdet i løbet af 2017-18 sæsonen, så skiftede Gayle i august 2018 til West Bromwich Albion på en lejeaftale som del af en aftale, som sendte Salomón Rondón den anden vej.

#### Retur til Newcastle
Gayle vendte tilbage til Newcastle efter sæsonen, og spillede her hovedsageligt som rotationsspiller.

### Stoke City
Gayle skiftede i juli 2022 til Stoke City.

## Titler
Newcastle United
- EFL Championship: 1 (2016-17)

Individuelle
- PFA Championship Årets hold: 1 (2016-17)